# Aérodrome de São Filipe
L'aérodrome de São Filipe (code IATA : SFL • code OACI : GVSF)située dans le groupe des îles de Sotavento, à l'ouest de l'île de Santiago.

## Situation
| \| 20 km1:2 718 000 \| Maio Preguiça São Filipe Boa Vista · Rabil‎ Sal · A.-Cabral São Vicente · C.-Évora Praia |
| 20 km1:2 718 000                                                                                               |

## Compagnies et destinations
| Compagnies         | Destinations         |
| ------------------ | -------------------- |
| Binter CV          | Praia                |
| Cabo Verde Express | Praia, Sal-A. Cabral |

Édité le 02/07/2018

## Statistiques
Pour des raisons techniques, il est temporairement impossible d'afficher le graphique qui aurait dû être présenté ici.

Voir la requête brute et les sources sur Wikidata.